# Šime Vučetić
Šime Vučetić (Vela Luka, 1909. március 21. – Zágráb, 1987. július 28.) horvát költő és író. A neves zárai kulturális munkás, Vesna Vučetić-Matanić testvére volt.

## Élete és pályafutása
Az elemi iskolát szülőfalujában, a középiskolát Splitben, a tanítóképzőt pedig Dubrovnikban végezte el. 1941-ig dalmáciai falvakban dolgozott tanítóként, majd Splitben a Slobodna Dalmacija szerkesztőségének tagjaként dolgozott. 1947-től Zágrábban élt, ahol kiemelkedő kulturális munkát végzett, 1964-től szabadúszó hivatásos író, majd a Horvát Tudományos és Művészeti Akadémia tagja volt. Tagja volt a Ča nyelvjárású Költészet Tanácsát létrehozó bizottságnak (1968. december 8-án Žminjben). Irodalmi munkásságáért számos díjat kapott, mint például a Horvát Írószövetség díját és a "Vladimir Nazor" életműdíjat. Zágrábban halt meg 1987. július 28-án.

## Irodalmi tevékenysége
Šime Vučetić nagyszerű esszéíró volt. Esszégyűjteményeket adott ki „Između dogme i apsurda” (Dogma és abszurd között) és „Granice” (Határok) címmel, amelyekben számos kortárs társadalmi és irodalmi problémát tárgyal. Számos horvát íróról írt kritikákat, tanulmányokat és esszéket is, például Marko Marulićról, Antun Gustav Matošról, Miroslav Krležáról és másokról. Emellett számos írónak szerkesztett, antológiákat, antológiákat állított össze.
Mint a legtöbb író, Šime Vučetić is több szakaszon ment keresztül létrehozásában. Az első szakasz a „Svanuća” és a „Pjesme Ilija Laban” kötetekben összegyűjtött fiatalkori verseiből áll. Bár szülőhelyén élt, nem a tájak, hanem az emberi sorsok foglalkoztatták: a fiú nélküli anyák, a szülőföld nélküli fiúk sorsa stb. A második szakaszban a költői témák a festőinek, metaforikusnak rendelődnek alá. A korszak verseskötetei a „Ljubav i čovjek” (Szerelem és ember), és a „Rude na ogledalu” (Érc a tükrön). A harmadik szakasz a „Putnik” (Az utazó) és az „Iza pozornice” (A színfalak mögött) kötetekből áll, amelyekben a történelmi események modern emberre gyakorolt hatásáról beszél. 
Utolsó verseit a „Pjesni razlike” (Különbségek költeményei) című kötetben publikálta, ahol ismét visszatér szülőföldjéhez és a ča lírához. Meg kell említeni, hogy a horvát költő, Lucija Rudan az ő kezdeményezésére kezdett el verseket írni ča nyelvjárásban, ami később híressé tette. Ča életműve nem nagy, de nem is jelentéktelen. Ő az egyetlen külön nyelvjárású költő, aki Korčula szigetéről származott. Nincs egyetlen konkrét ča verseskötete sem, kivéve az 1964 és 1972 között készült Luška pisme ciklust.

## Főbb művei
- "Linšćak",
- "Luka u svitu",
- "Obrnu je vitar...",
- "Svićar".
- "Svanuća",
- "Pjesme Ilije Labana",
- "Lovjek u razvalini",
- "Krležino književno djelo",
- "Svjetlost u rudniku",
- "To si ti ovdje".

## Fordítás
Ez a szócikk részben vagy egészben  a(z)   Šime Vučetić című horvát Wikipédia-szócikk ezen változatának fordításán alapul.  Az eredeti cikk szerkesztőit annak laptörténete sorolja fel. Ez a jelzés csupán a megfogalmazás eredetét és a szerzői jogokat jelzi, nem szolgál a cikkben szereplő információk forrásmegjelöléseként.